# Tomas Halenka
Tomas Halenka a prágai Károly Egyetem tanára, klímakutató.

## Pályafutása
Európában a prágai Károly Egyetem, a Cseh Hidrometeorológiai Intézet és a Tudományos Akadémia dolgozik együtt a klímamodellezéssel kapcsolatos kutatásokban, melyeket Tomas Halenka vezet. Az Aladin klímamodell kapcsán ismerjük a nevét.
Prágában több sugárzási sémát is kipróbáltak. Leellenőrizték, miképp módosul az előrejelzés, ha nem egy egybefüggő egy hónapos kísérletet végeznek, hanem naponta újraindítják a modellt. Csak rövid távú előrejelzéseket végeznek. Az eredmények nagyon közeli adatokat hoztak. Az Aladin klímamodellt alapul véve 2005-ben Magyarországon is elkezdődtek kutatások, melyek a globális felmelegedésre irányulnak.

## Külső hivatkozások
- Tomas Halenka, Meteorológia
- klímamodellek
- 2006, Trieste, Italy[halott link]